# 有肛目
有肛目（学名：Pygophora）为六幼生纲的一个目。在过去，有肛目被认为是藤壶的一个目。Chan等人在2021年发表了研究，将有肛目和无肛目（Apygophora）归类为里氏尖胸藤壶目（Lithoglyptida）下的科。

## 下级分类
本目包括以下科：
- 石尖胸藤壶科 Cryptophialidae
- 里氏尖胸藤壶科 Lithoglyptidae
- Rodgerellidae：只包括一個化石種Rodgerella lecointrei Saint-Seine, 1951[2]
- Zapfellidae